# Prison de Belmarsh
HM Prison Belmarsh
La prison de Belmarsh (en anglais : HM Prison Belmarsh) est une prison britannique de catégorie A et ancienne prisons de dispersion (en) pour hommes, située au Royaume-Uni à Thamesmead dans le district royal de Greenwich. Ouverte en 2001, elle abrite un peu moins d'un millier de détenus. Cette prison de haute sécurité dépend du His Majesty's Prison Service.

## Description
La prison de Belmarsh est l'une des 10 prisons de catégorie A du Royaume-Uni, considérée comme étant une prison de haute sécurité. Elle a en outre été surnommée durant une certaine période le « Guantanamo britannique ».

## Détenus notables
- Abou Hamza al Masri - 2004 - condamné pour actes terroristes
- Manfo Kwaku Asiedu - 2005
- Jeffrey Archer - 2001[2]
- Dhiren Barot
- Ronnie Biggs - 2001 - bandit célèbre pour avoir participé à l'Attaque du train postal Glasgow-Londres en 1963
- Michael Forwell - A passé un an et demi à Belmarsh contestant son extradition aux États-Unis, où il était recherché en relation avec la découverte de 72 tonnes de marijuana sur son bateau
- Jonathan King - 2001 - condamné pour abus sexuel sur mineur
- Momčilo Krajišnik - condamné définitivement pour crimes contre l'humanité en 2009 par le Tribunal pénal international pour l'ex-Yougoslavie[3]
- Paul Magee
- Lotfi Raïssi - 2001 - pilote de ligne un temps accusé d'être à l'origine des attentats de New York et Washington du 11 septembre 2001
- Richard Tomlinson - ancien espion du MI6
- Steven Gerald James Wright
- les membres britanniques du groupe de warez DrinkOrDie - 2005
- Charles Bronson
- Curtis Warren
- Denis MacShane - 2014 - homme politique britannique condamné pour avoir fabriqué de fausses notes de frais alors qu'il était ministre
- Julian Assange - avril 2019[1]